# Перрино, Джозеф
Джозеф Перрино —  американский актёр с итальянскими корнями, получивший наибольшую известность благодаря роли юного Лоренцо «Шейкса» Каркатерры в фильме «Спящие».

## Биография
Джо Перрино родился и вырос в Бронксе, штат Нью-Йорк. Не имея никакого актёрского опыта, Джо соглашается пройти прослушивание на роль Лоренцо «Шейкса» Каркатерра в его дебютном фильме «Спящие». После нескольких месяцев прослушиваний Перрино выигрывает свою первую роль, играя с такими известными актёрами, как Брэд Питт, Роберт Де Ниро, Кевин Бейкон, получая восторженные отзывы от Entertainment Weekly и People.
Также Джозеф был номинирован на премию Young Artist, как лучший молодой актёр в художественном фильме.

## Фильмы
Актёр принимал участие в съемках сериала «Убойный отдел» в 1997 году, в котором он сыграл молодого Джона Манча. Позже, вместе с Анной Пэкуин, снимался в фильме «Прогулка по Луне», а с Элайджей Вудом в «Полёте Шмеля».
В 2007 Джо играл роль Джейсона Герваси в финальных эпизодах культового сериала «Клан Сопрано».